# ساعت مچی

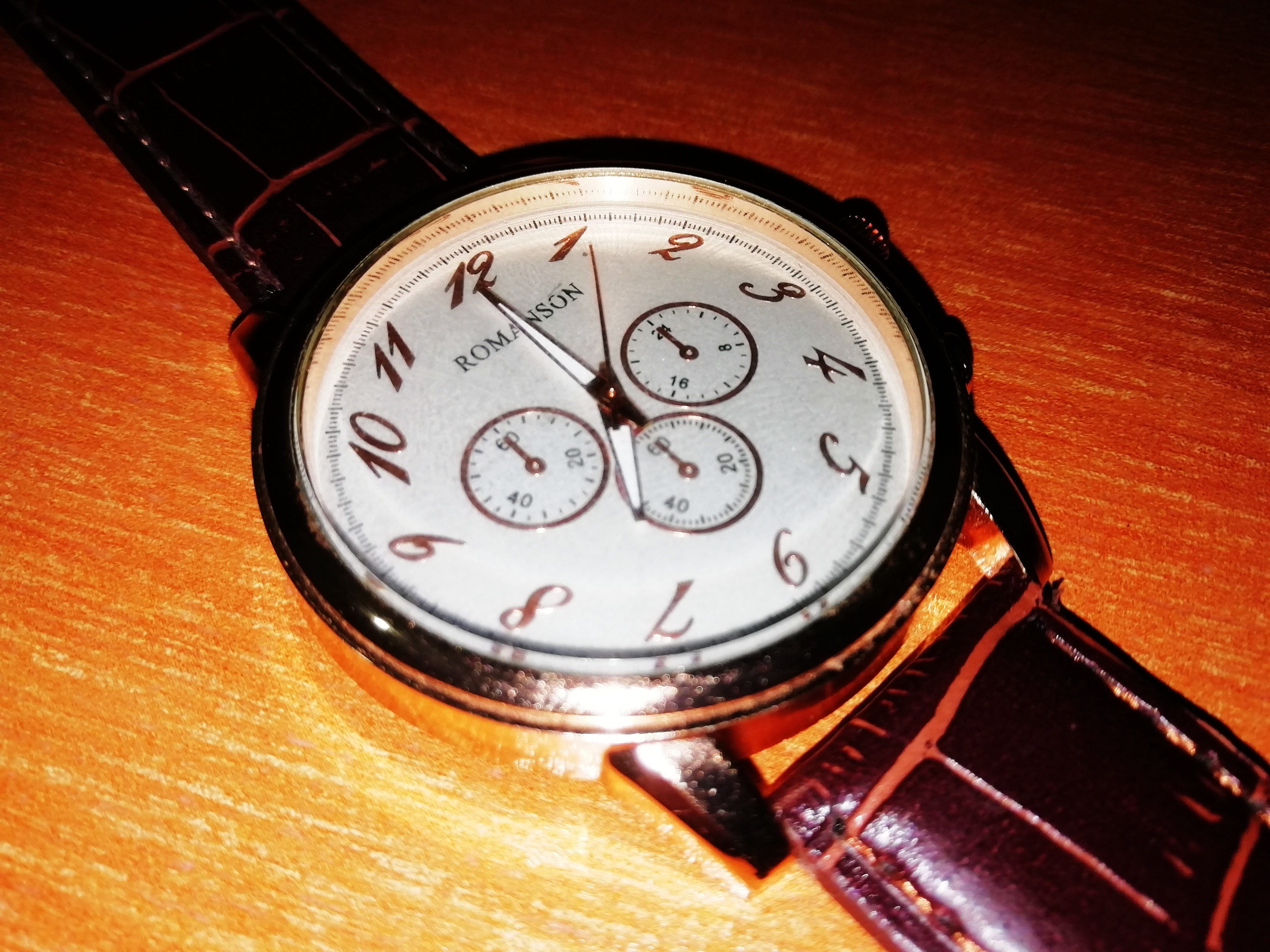
یک ساعت مچی از برند رومانسون

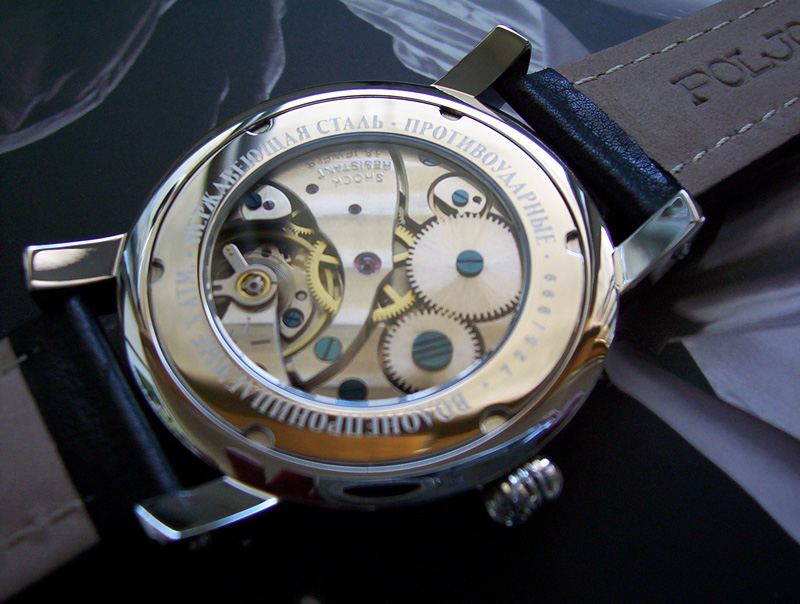
یک ساعت مچی روسی

ساعت مچی (به انگلیسی: Watch) گونه‌ای از ساعت است که به مچ دست بسته می‌شود. ساعت مچی یک ساعت قابل حمل است که توسط یک فرد حمل یا پوشیده می‌شود. این وسیله طراحی شده تا علیرغم حرکات ناشی از فعالیت‌های شخصی، کارکردی مداوم داشته باشد. یک ساعت مچی به گونه‌ای طراحی شده‌است که در اطراف مچ دست قرار می‌گیرد.ساعت مچی ها به ۲ صورت هستند مکانیکی (کوکی)،باتری خور هستند. و توسط بند ساعت یا انواع دیگر دستبند، از جمله‌بندهای فلزی، بندهای چرمی یا هر نوع دیگر دستبند، به دست وصل می‌شود. یک ساعت جیبی برای شخصی طراحی شده‌است که بتواند آن را جیب خود حمل کند که اغلب به یک زنجیر وصل می‌شود.
ساعت مچی همواره یک اکسسوری مهم و شاید به عبارتی مهمترین اکسسوری مردانه بوده و هست، اما نکته مهم در این رابطه پیدایش اولیه این وسیله بعنوان یک اکسسوری زنانه بوده! قدمت استفاده ساعت مچی در زنان بسیار طولانی تر از مردان بوده و سالیان دراز مردان یا از ساعت جیبی استفاده میکردند و یا ساعت جیبی را با بندی چرم به مچ دست خود می بستند!
گونه هایی دیگری از ساعت های موچی دیجیتالی است که عقربه ایی ندارند و دارای اعدادی روی صفحه هستند که زمان را نشان می دهند

## تاریخچه
پتک فیلیپ با استناد به کتاب رکوردهای گینس مدعی ست که نخستین ساعت مچی را در 1868 برای کنتس مجارستان ساخته، اما بریگه موافق این ادعا نیست و رکوردهایی ارائه میکند که در 1810 برای ملکه ی ناپل ساعتی طراحی کرده و ساخته است.
شاید تاریخچه ساعت های زنانه در ابهام و دوگانگی باشد اما تاریخ ساعت مردانه کاملا مشخص است، نخستین ساعت مچی مردانه توسط کارتیه جواهر ساز مشهور فرانسوی معرفی شد!
سال 1904 بود که آلبرتو سانتوس دومونت خلبان برزیلی به دوست قدیمی خود لویی کارتیه از دقت پایین و سختی کار با ساعت جیبی هنگام پرواز شکایت کرد، لویی ساعتی مربعی طراحی کرد و به ساعت سازان خود در کارتیه داد، به این ترتیب نخستین ساعت مچی مردانه و البته نخستین ساعت خلبانی مردانه متولد شد!
در گونه‌های جدید بر روی ساعت مچی‌ها علاوه بر زمان، تاریخ (روز، ماه و سال) و امکانات دیگر نیز وجود دارد.
به‌طور کلی ساعت‌های مچی را در نگاه اول می‌توان به دو دسته ساعت مکانیکی و ساعت کوارتز طبقه‌بندی کرد. ساعت‌های کوارتز دارای یک موتور هستند که به وسیلهٔ باتری کار کرده و ساعت‌های مکانیکی دارای موتور با ساختار مکانیکی هستند و به باتری احتیاجی ندارند.
در دهه ۱۹۸۰ ساعت‌های کوارتز بیشتر بازار را از ساعت‌های مکانیکی گرفته بودند که از نظر تاریخی، انقلاب کوارتز نامیده می‌شود (همچنین به عنوان بحران کوارتز در سوئیس شناخته می‌شود).
ساعت های مچی دست ساز: در دنیای امروز، پیشرفت تکنولوژی و ظهور ساعت‌های دیجیتال و هوشمند تغییرات زیادی در صنعت ساعت‌سازی ایجاد کرده است. با این وجود، ساعت های دست ساز همچنان جایگاه ویژه‌ای دارند و برای بسیاری از علاقه‌مندان به ساعت‌های لوکس و کلکسیونرها جذابیت بالایی دارند. این ساعت‌ها نه تنها به دلیل کیفیت ساخت بلکه به دلیل هنر ساعت‌سازی و دقت بالای کار، همچنان ارزشمند هستند.